# 李葆华
李葆華（1909年10月2日—2005年2月19日），河北省唐山市乐亭人，李大钊之子。中華人民共和國政府官員，曾擔任中國人民銀行行長兼黨組書記。

## 生平
1921年入北京孔德学校学习。1925年冬加入中国共产主义青年团，积极参加爱国学生运动。1927年李大钊被捕后，周作人、沈尹默将李葆华掩护在沈尹默的弟弟沈士远家，后又转移至周作人家。1927年4月28日，李大钊被绞杀的消息见报后，周作人、沈尹默都在考虑如何将噩耗告诉年仅18岁的李葆华。他们把李葆华叫到房间里，把报纸给他看。周作人记录了当时的情景：周与沈尹默商量好，用“令尊为主义而牺牲，本是预先有觉悟的”的话来安慰李葆华。但接下来李葆华的反应却让周、沈二位先生感到“及至说了，乃等于没有说，因为他的镇定有觉悟，远在说话人之上。听了之后又仔细看报，默然退下”。在进步人士帮助下到日本东京高等师范学校学习。1931年5月加入中国共产党，1931年6月任中共东京特别支部书记。九一八事变后归国，到上海，参加上海留日学生会、上海民众反日救国会、上海反帝大同盟等进步组织开展的反日爱国斗争。1932年4月到北平门头沟等地从事党的秘密工作，参加了河北省反帝大同盟工作。6月任中共北平门头沟区支部书记。后曾历任中共河北省委京东特委宣传部部长、中共京东特委书记。1932年至1937年在平西、冀东从事地下工作，化名杨震、赵振声。1935年4月起任中共河北省委委员、中共河北省委宣传部部长。1935年6月任中共中央北方局委员、中共中央北方局和中共河北省委驻京东特委代表。1936年5月调任北平市委书记，1937年1月调北方局工作。历任中共山西工作委员会委员、山西省工委组织部部长。
抗日战争爆发后，任中共晋察冀省委书记兼组织部部长、党内刊物《战线》负责人、省委党校校长，晋察冀边区委员会组织部长、常委兼区委党校校长、晋察冀分局组织部长。参加了创建晋察冀边区抗日根据地的斗争；1940年到延安，参加中共第七次全国代表大会代表资格审查工作。1942年入中共中央党校学习，任中央党校第三支部书记，贺龙的政治秘书。1944年春回晋察冀抗日根据地，任中共晋察冀中央分局委员、组织部部长兼分局党校校长；1945年6月被选为中共第七届中央候补委员。
1945年8月18日任晋察冀中央局常委、组织部长。1948年起任北岳区党委书记兼北岳军区政委和晋察冀军区第一纵队政委，华北局委员、党校副校长，校长。1948年12月任北平市委第二副书记、军管会九名成员之一。1949年2月4日公布“赵振声”是李大钊长子，并恢复了李葆华的原名。
1949年10月至1958年2月任水利部党组书记、第一副部长。1949年11月至1955年3月兼任中共中央纪律检查委员会委员。1956年9月被选为中共第八届中央委员。1956年8月至1958年2月兼任森林工作部副部长。1958年3月至1961年2月任水利电力部副部长、党组书记（1959年12月起）。1961年2月至1966年冬任华东局第三书记，1962年2月至1967年1月任安徽省委第一书记，1962年6月至1962年9月兼任安徽省军区第一政治委员，1962年7月至“文化大革命”初期兼任安徽省政协主席，1962年9月至1967年4月兼任南京军区第六政治委员兼安徽省军区第一政治委员，1965年12月至“文化大革命”初期兼任安徽省贫下中农协会主席。、1973年9月至1977年12月出任贵州省委第二书记，1973年9月至1977年11月任贵州省革委会副主任、中央党校省干班党支部书记，1977年11月至1979年1月任贵州省政协主席、党组书记。1973年中共十大被選為中央委員。1978年出任中国人民银行行长。中共十一大連任中央委員。1982年卸任人民銀行行長之職，同年被選為中共中央顧問委員會委員。
李葆华曾任《中国钱币大辞典》编纂委员会主任。

## 家庭
- 父亲李大釗原中共创始人之一。
- 兒子李宏塔（1949年5月8日－）